# Дюлі
Дюлі (фр. Dully) — громада  в Швейцарії в кантоні Во, округ Ньйон.

## Географія
Громада розташована на відстані близько 105 км на південний захід від Берна, 29 км на південний захід від Лозанни.
Дюлі має площу 1,7 км², з яких на 29,9% дозволяється будівництво (житлове та будівництво доріг), 53,7% використовуються в сільськогосподарських цілях, 15,9% зайнято лісами, 0,6% не є продуктивними (річки, льодовики або гори).

## Демографія
2019 року в громаді мешкало 639 осіб (+15,3% порівняно з 2010 роком), іноземців було 30,7%. Густота населення становила 387 осіб/км².
За віковим діапазоном населення розподілялося таким чином: 25,7% — особи молодші 20 років, 59,8% — особи у віці 20—64 років, 14,6% — особи у віці 65 років та старші. Було 234 помешкань (у середньому 2,7 особи в помешканні).